# 2-я кавалерийская дивизия (Российская империя)
Не следует путать со 2-й кавалерийской дивизией, сформированной в 1833 г. и расформированной в 1875 г.
2-я кавалерийская дивизия — кавалерийское соединение в составе Русской императорской армии. Штаб дивизии: Сувалки. Входила во 2-й армейский корпус.

## История дивизии

### Формирование
Сформирована 27 июля 1875 года в ходе общей реорганизации кавалерии в составе двух бригад (по 2 полка в каждой): 2-я бригада 1-й кавалерийской дивизии дополнена донским казачьим полком, переформирована и названа 2-й кавалерийской дивизией. 19 февраля 1877 года включена в состав вновь сформированного 2-го армейского корпуса и расквартирована в Виленском военном округе.
- 1875—1918 — 2-я кавалерийская дивизия

### Боевые действия
Дивизия — активный участник Первой мировой войны. В августе 1914 г. действовала в ходе Восточно-Прусской операции. Весной 1915 г. активно участвовала в манёвренных боевых действиях на территории Прибалтики. Участница Митаво-Шавельской операции в июле-начале августа 1915 г.

## Состав дивизии
- 1-я бригада (Сувалки)
  - 2-й лейб-драгунский Псковский Е. И. В. Государыни Императрицы Марии Феодоровны полк
  - 2-й лейб-уланский Курляндский Императора Александра II полк
- 2-я бригада (Сувалки)
  - 2-й лейб-гусарский Павлоградский Императора Александра III полк
  - 2-й Донской казачий Е. И. В. Наследника Цесаревича полк
- 2-й конно-артиллерийский дивизион (Сувалки)

## Командование дивизии

### Начальники дивизии
(Командующий в дореволюционной терминологии означал временно исполняющего обязанности начальника или командира. Должности начальника дивизии соответствовал чин генерал-лейтенанта. Лица, назначаемые на этот пост в чине генерал-майора, оставались командующими до момента своего производства в генерал-лейтенанты).
- 27.07.1875—06.05.1884 — генерал-майор (с 16.04.1878 генерал-лейтенант) Баумгартен, Константин Ермолаевич
- 06.05.1884—19.04.1892 — генерал-майор Свиты Е. И. В. (с 30.08.1886 генерал-лейтенант) барон Мейендорф, Феофил Егорович
- 22.04.1892—08.03.1897 — генерал-майор (с 14.11.1894 генерал-лейтенант) генерал-лейтенант барон Оффенберг, Александр Фёдорович
- 18.03.1897—23.06.1899 — генерал-майор (с 06.12.1898 генерал-лейтенант) Баженов, Пётр Николаевич
- 30.06.1899—20.11.1901 — генерал-майор (с 01.01.1901 генерал-лейтенант) Плеве, Павел Адамович
- 30.01.1902—31.03.1905 — генерал-майор (с 30.01.1902 генерал-лейтенант) Дубенский, Александр Николаевич
- 11.04.1905—12.02.1907 — генерал-майор (с 06.12.1905 генерал-лейтенант) Гульковский, Николай Николаевич
- 08.03.1907—02.01.1914 — генерал-майор (с 22.04.1907 генерал-лейтенант) Цуриков, Афанасий Андреевич
- 16.01.1914—22.07.1914 — генерал-лейтенант Нахичеванский, Гусейн Хан
- 18.10.1914—18.04.1917 — генерал-лейтенант князь Трубецкой, Георгий Иванович
- 18.04.1917—хх.хх.хххх — командующий генерал-майор Княжевич, Дмитрий Максимович

### Начальники штабадивизии
- 27.07.1875—27.11.1876 — полковник Тукмачев, Пётр Петрович
- 03.12.1876—19.06.1877 — полковник Повало-Швейковский, Александр Николаевич
- 14.07.1877—хх.хх.1877 — полковник Костенко, Юрий Фёдорович
- 06.11.1877—21.05.1886 — полковник Гек, Андрей Константинович
- хх.хх.1886—хх.хх.1887 — полковник Улан-Малюшицкий, Степан Николаевич
- 26.03.1887—10.03.1889 — полковник Швембергер, Иосиф Фёдорович
- 10.03.1889—15.04.1890 — полковник Аврамов, Владимир Александрович
- 19.04.1890—07.01.1891 — полковник Литвинов, Александр Иванович
- 07.01.1891—27.02.1891 — полковник Михайлов, Николай Григорьевич
- 27.02.1891—20.12.1892 — полковник Бобырь, Николай Павлович
- 26.01.1893—20.11.1895 — полковник Попов, Иван Васильевич
- 27.11.1895—29.02.1896 — полковник Угрюмов, Андрей Александрович
- 18.03.1896—17.08.1896 — полковник Эйхгольц, Александр Рудольфович
- 04.09.1896—27.03.1898 — полковник Олохов, Владимир Аполлонович
- 27.03.1898—25.02.1899 — полковник Некрасов, Михаил Михайлович
- 20.03.1899—04.06.1902 — полковник князь Бегильдеев, Константин Сергеевич
- 20.07.1902—19.10.1904 — полковник Володченко, Николай Герасимович
- 30.12.1904—23.02.1907 — полковник Джонсон, Герберт Георгиевич
- 12.03.1907—23.07.1908 — полковник Поливанов, Николай Дмитриевич
- 02.08.1908—13.10.1908 — полковник Федотов, Александр Ипполитович
- 21.10.1908—09.07.1912 — полковник Сенча, Владимир Иванович
- 11.07.1912—25.03.1913 — полковник Степанов, Николай Александрович
- 25.03.1913—22.08.1914 — полковник Чеснаков, Пётр Владимирович
- 22.08.1914—02.12.1915 — врид полковник Готовский, Владимир Николаевич
- 15.01.1916—18.01.1917 — полковник Чеснаков, Пётр Владимирович
- 02.04.1917—12.05.1917 — генерал-майор Гончаренко, Георгий Иванович
- 20.05.1917—хх.хх.хххх — подполковник Чайковский, Дмитрий Леонидович

### Командиры 1-й бригады
- 27.07.1875—12.10.1876 — генерал-майор Свиты Лерхе (Лерх), Мориц Густавович
- 27.10.1876—05.12.1880[11] — генерал-майор Коссинский, Фёдор Дмитриевич
- 05.12.1880—16.06.1890 — генерал-майор Кельнер, Александр Александрович
- 16.06.1890—13.07.1890 — генерал-майор Жанбеков, Жандемир
- 13.07.1890—07.06.1895 — генерал-майор Ильин, Николай Фёдорович
- 17.06.1895—24.05.1896 — генерал-майор Головачев, Дмитрий Николаевич
- 03.06.1896—10.11.1899 — генерал-майор Амбразанцев, Александр Сергеевич
- 16.12.1899—08.03.1907 — генерал-майор Папа-Афанасопуло, Николай Георгиевич
- 21.03.1907—26.03.1907 — генерал-майор Жилин, Николай Сергеевич
- 12.04.1908—04.08.1908 — генерал-майор Ванновский, Глеб Максимилианович
- 11.09.1908—22.07.1914 — генерал-майор Леонтович, Евгений Александрович
- 11.10.1914—18.05.1915 — генерал-майор Орановский, Николай Алоизиевич
- 24.06.1915—29.02.1916 — генерал-майор Махов, Михаил Михайлович
- 25.03.1916—хх.хх.хххх — полковник (с 21.12.1916 генерал-майор) Павлищев, Павел Николаевич

### Командиры 2-й бригады
- 27.07.1875—29.12.1876[12] — генерал-майор Рахубович, Александр Романович
- 05.02.1877— хх.хх.1878 — генерал-майор барон фон дер Остен-Сакен, Иоганн-Отто-Карл Фридрихович
  - 10.10.1877—01.03.1878 — генерал-майор Толстой, Алексей Владимирович (временно?)
- 25.02.1878—05.05.1881 — генерал-майор Загряжский, Иван Александрович
- 05.05.1881—13.03.1885 — генерал-майор Гловацкий, Михаил Фёдорович
- 13.03.1885—11.03.1886 — генерал-майор Вольф, Оттон Осипович
- 10.04.1886—30.07.1890 — генерал-майор Ильин, Николай Федорович[1]
- 30.07.1890—10.07.1891 — генерал-майор Жанбеков, Жандемир
- 06.09.1891—15.04.1893 — генерал-майор Палицын, Владимир Алексеевич
- 25.04.1893—28.12.1896 — генерал-майор Значко-Яворский, Андрей Петрович
- 28.12.1896—23.12.1901 — генерал-майор Кардашевский, Виктор Игнатьевич
- 25.01.1902—15.06.1907 — генерал-майор Плешков, Михаил Михайлович
- 15.06.1907—23.12.1911 — генерал-майор Лео, Николай Николаевич
- 25.01.1912—15.08.1914 — генерал-майор Чоглоков, Григорий Иванович
- 28.10.1914—06.10.1915 — генерал-майор князь Карагеоргиевич, Арсений Александрович
- 10.11.1915—21.12.1915 — командующий полковник Агапеев, Владимир Петрович
- 01.01.1916—26.05.1917 — полковник (с 11.05.1916 генерал-майор) Юрьев, Владимир Петрович
- 25.07.1917—хх.хх.хххх — генерал-майор Чевакинский, Дмитрий Евграфович

### Дивизионная артиллерия
17 августа 1875 г. 3-я и 4-я конно-артиллерийские батареи были выделены из упраздненной тогда же 2-й конно-артиллерийской бригады и приписаны к вновь сформированной 2-й кавалерийской дивизии. 17 апреля 1895 г.  3-я и 4-я батареи были объединены во вновь сформированном 2-м конно-артиллерийском дивизионе.

#### Командиры 3-й конно-артиллерийской батареи
- 29.09.1875 — 17.07.1876 — полковник Энгель, Владимир Александрович
- 15.08.1876 — 19.05.1893 — подполковник (с 30.08.1880 полковник) Шепилов, Алексей Степанович
- 04.06.1893 — 25.02.1900 — капитан (с 15.07.1893 подполковник) Пржедпельский, Евгений Генрихович

#### Командиры 4-й конно-артиллерийской батареи
- 29.09.1875 — после 01.05.1878 — полковник Залебедский, Василий Ионович
- 22.09.1878 — 24.08.1888 — полковник Рейнгардт, Александр Львович
- 21.10.1888 — хх.хх.1892 — подполковник Янович, Леонид Александрович
- хх.хх.1892 — 30.12.1899 — подполковник Рогожин, Георгий Петрович

### Командиры 2-го конно-артиллерийского дивизиона
Дивизион был сформирован в апреле 1895 года путем включения в него 3-й и 4-й конно-артиллерийских батарей, ранее приписанных к 2-й кавалерийской дивизии.
- 06.05.1895—13.11.1895 — полковник Уткевич, Александр Владимирович
- 27.11.1895—25.06.1897 — полковник Кузьмин-Короваев, Дмитрий Дмитриевич
- 25.06.1897—07.05.1903 — полковник Декинлейн, Константин Михайлович
- 19.05.1903—21.11.1907 — полковник Развадовский, Дмитрий Александрович
- 22.11.1907—26.05.1909 — полковник Милович, Дмитрий Яковлевич
- 26.05.1909—31.08.1910 — полковник Берг, Михаил Леонтьевич
- 31.08.1910—28.11.1913 — полковник Кивекэс, Карл-Эдуард Карлович
- 28.11.1913—10.10.1916 — полковник Шефтельзон, Александр Дмитриевич
- 31.10.1916—05.09.1917 — полковник Бурков, Пётр Леонидович
- 05.09.1917—хх.хх.хххх — полковник Бабанин, Пётр Иоасафович